# آيت عاصم (فركلة العليا)
آيت عاصم هي إحدى مشيخات المملكة المغربية، تتبع جغرافيا لإقليم الرشيدية وإداريًا لفركلة العليا. يقدر عدد سكانها بـ 8064 نسمة حسب الإحصاء الرسمي للسكان والسكنى لسنة 2004.